# روبرت جيمس والر
روبرت جيمس والر (بالإنجليزية: Robert James Waller)‏ (1 أغسطس 1939، تشارلز سيتي في الولايات المتحدة - 10 مارس 2017، فريدريكسبورغ في الولايات المتحدة)؛ كاتِب، سيناريست، موسيقي، مصور وروائي أمريكي.

## روابط خارجية
- روبرت جيمس والر على موقع IMDb (الإنجليزية)
- روبرت جيمس والر على موقع الموسوعة البريطانية (الإنجليزية)
- روبرت جيمس والر على موقع ميوزك برينز (الإنجليزية)
- روبرت جيمس والر على موقع قاعدة بيانات برودواي على الإنترنت (الإنجليزية)
- روبرت جيمس والر على موقع إن إن دي بي (الإنجليزية)
- روبرت جيمس والر على موقع ديسكوغز (الإنجليزية)
- روبرت جيمس والر على موقع قاعدة بيانات الفيلم (الإنجليزية)